# Antoni Royo i Pérez
Toni Royo (Castelló, 8 d'octubre de 1954) és un activista i gestor cultural valencià, vinculat principalment a Acció Cultural.
Responsable d'ACPV a les comarques del nord des de la dècada del 1980 fins a la del 2010, fou el responsable, entre d'altres, de l'organització de l'Aplec del 25 d'abril de 1982.
Formà part del programa de Ràdio Popular, Nosaltres, els valencians, i políticament va estar vinculat al PSAN de Blasco, que s'integraria a Esquerra Independent de Castelló.